# Zuid-Aziatisch kampioenschap voetbal 2023
Het Zuid-Aziatisch kampioenschap voetbal 2023 (South Asian Football Federation Championship 2023) was de 14e editie van dit voetbaltoernooi. Het toernooi werd gespeeld tussen 21 juni tot en met 4 juli 2023. India was het gastland en tevens titelhouder van het vorige toernooi. Het Indiaas voetbalelftal won deze editie door in de finale van Koeweit te winnen.

## Gastland
Sri Lanka wilde het toernooi organiseren en bood dit officieel tijdens de vergadering van de SAFF op 17 oktober 2021 in de Maldiven. De FIFA schorste Sri Lanka echter op 21 januari 2023 waardoor het onmogelijk werd om dit land als gastland aan te wijzen. Sri Lanka mocht ook niet deelnemen.
Later deelde Anwarul Haq Helal, van de SAFF, onofficieel mee dat alleen Nepal had aangeboden om gastland te zijn. Het gastland zou echter pas aangewezen worden op het 33e AFC-congres in Manama, Bahrein, op 1 februari 2023. Op 19 maart 2023 kondigde de AIFF aan dat Bangalore gaststad wordt van het toernooi.

## Deelnemende landen
| Land       | Aantal | Beste resultaat                                          | FIFA-ranking (april 2023) | Land      | Aantal | Beste resultaat      | FIFA-ranking (april 2023) |
| ---------- | ------ | -------------------------------------------------------- | ------------------------- | --------- | ------ | -------------------- | ------------------------- |
| Bangladesh | 13e    | Winnaar (2003)                                           | 192                       | Libanon   | 1e     | Debuut               | 99                        |
| Bhutan     | 9e     | Halve finale (2008)                                      | 185                       | Malediven | 12e    | Winnaar (2008, 2018) | 154                       |
| India      | 14e    | Winnaar (1993, 1997, 1999, 2005, 2009, 2011, 2015, 2021) | 101                       | Nepal     | 14e    | Tweede (2021)        | 154                       |
| Koeweit    | 1e     | Debuut                                                   | 143                       | Pakistan  | 12e    | Derde (1997)         | 195                       |

## Stadion
| Bangalore              | · Bangalore |
| Sree Kanteeravastadion | · Bangalore |
| Capaciteit: 50.000     | · Bangalore |
|                        | · Bangalore |

## Groepsfase
De loting voor de groepsfase werd gehouden op 17 mei 2023 in New Delhi, India.

### Groep A
| Pos | Team     | Wed | W | G | V | Ptn | DV | DT | +/− | Kwalificatie       |
| --- | -------- | --- | - | - | - | --- | -- | -- | --- | ------------------ |
| 1   | Koeweit  | 3   | 2 | 1 | 0 | 7   | 8  | 2  | +6  | Naar knock-outfase |
| 2   | India    | 3   | 2 | 1 | 0 | 7   | 7  | 1  | +6  | Naar knock-outfase |
| 3   | Nepal    | 3   | 1 | 0 | 2 | 3   | 2  | 5  | −3  |                    |
| 4   | Pakistan | 3   | 0 | 0 | 3 | 0   | 0  | 9  | −9  |                    |

|                                                  |                                               |         |           |                                                                                               |
| 21 juni 2023 «onderlinge duels» 15:30 (UTC+5:30) | Koeweit                                       | 3 – 1   | Nepal     | Sree Kanteeravastadion, Bangalore Toeschouwers: 1.200 Scheidsrechter: Md Alamgir Sarker (BAN) |
| 21 juni 2023 «onderlinge duels» 15:30 (UTC+5:30) | El Ebrahim 23' Al-Khaldi 42' Daham 65' (pen.) | Verslag | 69' Bista | Sree Kanteeravastadion, Bangalore Toeschouwers: 1.200 Scheidsrechter: Md Alamgir Sarker (BAN) |

|                                                  |                                               |         |          |                                                                                              |
| 21 juni 2023 «onderlinge duels» 19:30 (UTC+5:30) | India                                         | 4 – 0   | Pakistan | Sree Kanteeravastadion, Bangalore Toeschouwers: 22.860 Scheidsrechter: Prajwol Chhetri (NEP) |
| 21 juni 2023 «onderlinge duels» 19:30 (UTC+5:30) | Chhetri 10', 16' (pen.), 73' (pen.) Kumam 81' | Verslag |          | Sree Kanteeravastadion, Bangalore Toeschouwers: 22.860 Scheidsrechter: Prajwol Chhetri (NEP) |

|                                                  |          |         |                                                    |                                                                                         |
| 24 juni 2023 «onderlinge duels» 15:30 (UTC+5:30) | Pakistan | 0 – 4   | Koeweit                                            | Sree Kanteeravastadion, Bangalore Toeschouwers: 309 Scheidsrechter: Pema Tshewang (BHU) |
| 24 juni 2023 «onderlinge duels» 15:30 (UTC+5:30) |          | Verslag | 10' Al-Enezi 17', 45+1' Al-Faneeni 69' Al-Rasheedi | Sree Kanteeravastadion, Bangalore Toeschouwers: 309 Scheidsrechter: Pema Tshewang (BHU) |

|                                                  |       |         |                             |                                                                                            |
| 24 juni 2023 «onderlinge duels» 19:30 (UTC+5:30) | Nepal | 0 – 2   | India                       | Sree Kanteeravastadion, Bangalore Toeschouwers: 12.642 Scheidsrechter: Sinan Hussain (MDV) |
| 24 juni 2023 «onderlinge duels» 19:30 (UTC+5:30) |       | Verslag | 62' Chhetri 70' N. M. Singh | Sree Kanteeravastadion, Bangalore Toeschouwers: 12.642 Scheidsrechter: Sinan Hussain (MDV) |

|                                                  |               |         |          |                                                                                         |
| 27 juni 2023 «onderlinge duels» 15:30 (UTC+5:30) | Nepal         | 1 – 0   | Pakistan | Sree Kanteeravastadion, Bangalore Toeschouwers: 250 Scheidsrechter: Sinan Hussain (MDV) |
| 27 juni 2023 «onderlinge duels» 15:30 (UTC+5:30) | Chaudhary 80' | Verslag |          | Sree Kanteeravastadion, Bangalore Toeschouwers: 250 Scheidsrechter: Sinan Hussain (MDV) |

|                                                  |               |         |                     |                                                                                               |
| 27 juni 2023 «onderlinge duels» 19:30 (UTC+5:30) | India         | 1 – 1   | Koeweit             | Sree Kanteeravastadion, Bangalore Toeschouwers: 9.562 Scheidsrechter: Md Alamgir Sarker (BAN) |
| 27 juni 2023 «onderlinge duels» 19:30 (UTC+5:30) | Chhetri 45+2' | Verslag | 90+2' (e.d.) A. Ali | Sree Kanteeravastadion, Bangalore Toeschouwers: 9.562 Scheidsrechter: Md Alamgir Sarker (BAN) |

### Groep B
| Pos | Team       | Wed | W | G | V | Ptn | DV | DT | +/− | Kwalificatie       |
| --- | ---------- | --- | - | - | - | --- | -- | -- | --- | ------------------ |
| 1   | Libanon    | 3   | 3 | 0 | 0 | 9   | 7  | 1  | +6  | Naar knock-outfase |
| 2   | Bangladesh | 3   | 2 | 0 | 1 | 6   | 6  | 4  | +2  | Naar knock-outfase |
| 3   | Malediven  | 3   | 1 | 0 | 2 | 3   | 3  | 4  | −1  |                    |
| 4   | Bhutan     | 3   | 0 | 0 | 3 | 0   | 2  | 9  | −7  |                    |

|                                                  |                         |         |            |                                                                                       |
| 22 juni 2023 «onderlinge duels» 15:30 (UTC+5:30) | Libanon                 | 2 − 0   | Bangladesh | Sree Kanteeravastadion, Bangalore Toeschouwers: 50 Scheidsrechter: Crystal John (IND) |
| 22 juni 2023 «onderlinge duels» 15:30 (UTC+5:30) | Maatouk 80' Bader 90+6' | Verslag |            | Sree Kanteeravastadion, Bangalore Toeschouwers: 50 Scheidsrechter: Crystal John (IND) |

|                                                  |                                 |         |        |                                                                                         |
| 22 juni 2023 «onderlinge duels» 19:30 (UTC+5:30) | Malediven                       | 2 − 0   | Bhutan | Sree Kanteeravastadion, Bangalore Toeschouwers: 200 Scheidsrechter: Irshad Ul Haq (PAK) |
| 22 juni 2023 «onderlinge duels» 19:30 (UTC+5:30) | Mohamed 6' (pen.) N. Hassan 90' | Verslag |        | Sree Kanteeravastadion, Bangalore Toeschouwers: 200 Scheidsrechter: Irshad Ul Haq (PAK) |

|                                                  |                                 |         |           |                                                                                           |
| 25 juni 2023 «onderlinge duels» 15:30 (UTC+5:30) | Bangladesh                      | 3 − 1   | Malediven | Sree Kanteeravastadion, Bangalore Toeschouwers: 100 Scheidsrechter: Prajwol Chhetri (NEP) |
| 25 juni 2023 «onderlinge duels» 15:30 (UTC+5:30) | Rakib 42' Kazi 67' Morsalin 90' | Verslag | 18' Hamza | Sree Kanteeravastadion, Bangalore Toeschouwers: 100 Scheidsrechter: Prajwol Chhetri (NEP) |

|                                                  |               |         |                                            |                                                                                         |
| 25 juni 2023 «onderlinge duels» 19:30 (UTC+5:30) | Bhutan        | 1 − 4   | Libanon                                    | Sree Kanteeravastadion, Bangalore Toeschouwers: 250 Scheidsrechter: Irshad Ul Haq (PAK) |
| 25 juni 2023 «onderlinge duels» 19:30 (UTC+5:30) | Gyeltshen 79' | Verslag | 11' Sadek 23' Al Haj 35' Bader 43' M. Zein | Sree Kanteeravastadion, Bangalore Toeschouwers: 250 Scheidsrechter: Irshad Ul Haq (PAK) |

|                                                  |             |         |           |                                                                                        |
| 28 juni 2023 «onderlinge duels» 15:30 (UTC+5:30) | Libanon     | 1 − 0   | Malediven | Sree Kanteeravastadion, Bangalore Toeschouwers: 50 Scheidsrechter: Pema Tshewang (BHU) |
| 28 juni 2023 «onderlinge duels» 15:30 (UTC+5:30) | Maatouk 23' | Verslag |           | Sree Kanteeravastadion, Bangalore Toeschouwers: 50 Scheidsrechter: Pema Tshewang (BHU) |

|                                                  |           |         |                                        |                                                                      |
| 28 juni 2023 «onderlinge duels» 19:30 (UTC+5:30) | Bhutan    | 1 − 3   | Bangladesh                             | Sree Kanteeravastadion, Bangalore Scheidsrechter: Crystal John (IND) |
| 28 juni 2023 «onderlinge duels» 19:30 (UTC+5:30) | Dorji 12' | Verslag | 21' Morsalin 30' (e.d.) Jigme 36'Rakib | Sree Kanteeravastadion, Bangalore Scheidsrechter: Crystal John (IND) |

## Knock-outfase
|  | halve finale       | halve finale       |  |       | finale             | finale             |
|  |                    |                    |  |       |                    |                    |
|  | 1 juli – Bangelore |                    |  |       |                    |                    |
|  | Koeweit            | 1                  |  |       |                    |                    |
|  | Bangladesh         | 0                  |  |       | 4 juli – Bangelore | 4 juli – Bangelore |
|  |                    |                    |  |       | Koeweit            | 1 (4)              |
|  | 1 juli – Bangelore | 1 juli – Bangelore |  | India | 1 (5)              |                    |
|  | Libanon            | 0 (2)              |  |       |                    |                    |
|  | India              | 0 (4)              |  |       |                    |                    |

### Halve finale
|                                                 |                    |              |            |                                                                                        |
| 1 juli 2023 «onderlinge duels» 15:00 (UTC+5:30) | Koeweit            | 1 – 0 (n.v.) | Bangladesh | Sree Kanteeravastadion, Bangalore Toeschouwers: 500 Scheidsrechter: Crystal John (IND) |
| 1 juli 2023 «onderlinge duels» 15:00 (UTC+5:30) | Al-Buloushi 105+2' | Verslag      |            | Sree Kanteeravastadion, Bangalore Toeschouwers: 500 Scheidsrechter: Crystal John (IND) |

|                                                 |                           |              |                           |                                                                                            |
| 1 juli 2023 «onderlinge duels» 19:30 (UTC+5:30) | Libanon                   | 0 – 0 (n.v.) | India                     | Sree Kanteeravastadion, Bangalore Toeschouwers: 19.640 Scheidsrechter: Sinan Hussain (MDV) |
| 1 juli 2023 «onderlinge duels» 19:30 (UTC+5:30) | Verslag                   |              |                           | Sree Kanteeravastadion, Bangalore Toeschouwers: 19.640 Scheidsrechter: Sinan Hussain (MDV) |
| 1 juli 2023 «onderlinge duels» 19:30 (UTC+5:30) | Strafschoppen             |              |                           | Sree Kanteeravastadion, Bangalore Toeschouwers: 19.640 Scheidsrechter: Sinan Hussain (MDV) |
| 1 juli 2023 «onderlinge duels» 19:30 (UTC+5:30) | Maatouk Shour Sadek Bader | 2–4          | Chhetri Ali Mahesh Udanta | Sree Kanteeravastadion, Bangalore Toeschouwers: 19.640 Scheidsrechter: Sinan Hussain (MDV) |

### Finale
|                                                 |                                          |              |                                                             |                                                                                              |
| 4 juli 2023 «onderlinge duels» 19:30 (UTC+5:30) | Koeweit                                  | 1 − 1 (n.v.) | India                                                       | Sree Kanteeravastadion, Bangalore Toeschouwers: 26.380 Scheidsrechter: Prajwol Chhetri (NEP) |
| 4 juli 2023 «onderlinge duels» 19:30 (UTC+5:30) | Khaldi 14'                               | Verslag      | 36' Chhangte                                                | Sree Kanteeravastadion, Bangalore Toeschouwers: 26.380 Scheidsrechter: Prajwol Chhetri (NEP) |
| 4 juli 2023 «onderlinge duels» 19:30 (UTC+5:30) | Strafschoppen                            |              |                                                             | Sree Kanteeravastadion, Bangalore Toeschouwers: 26.380 Scheidsrechter: Prajwol Chhetri (NEP) |
| 4 juli 2023 «onderlinge duels» 19:30 (UTC+5:30) | Daham Otaibi Dhaferi Naji Khaldi Hajeyah | 4–5          | Chhetri Jhingan Chhangte Udanta S. Bose Naorem Mahesh Singh | Sree Kanteeravastadion, Bangalore Toeschouwers: 26.380 Scheidsrechter: Prajwol Chhetri (NEP) |

1993 · 1995 · 1997 · 1999 · 2003 · 2005 · 2008 · 2009 · 2011 · 2013 · 2015 · 2018 · 2021 · 2023